# Klawock
Klawock és una població dels Estats Units a l'estat d'Alaska. Segons el cens del 2000 tenia 854 habitants.

## Demografia
Segons el cens del 2000, Klawock tenia 854 habitants, 313 habitatges, i 215 famílies La densitat de població era de 568,5 habitants/km².
Dels 313 habitatges en un 36,1% hi vivien nens de menys de 18 anys, en un 49,2% hi vivien parelles casades, en un 10,2% dones solteres, i en un 31% no eren unitats familiars. En el 25,9% dels habitatges hi vivien persones soles el 3,8% de les quals corresponia a persones de 65 anys o més que vivien soles. El nombre mitjà de persones vivint en cada habitatge era de 2,73 i el nombre mitjà de persones que vivien en cada família era de 3,25.
Per edats la població es repartia de la següent manera: un 30,1% tenia menys de 18 anys, un 7,4% entre 18 i 24, un 29,9% entre 25 i 44, un 26,1% de 45 a 60 i un 6,6% 65 anys o més.
L'edat mediana era de 34 anys. Per cada 100 dones hi havia 124,1 homes. Per cada 100 dones de 18 o més anys hi havia 134,1 homes.
La renda mediana per habitatge era de 35.000 $ i la renda mediana per família de 38.839 $. Els homes tenien una renda mediana de 38.977 $ mentre que les dones 23.036 $. La renda per capita de la població era de 14.621 $. Aproximadament el 13,6% de les famílies i el 14,3% de la població estaven per davall del llindar de pobresa.

## Poblacions més properes
El següent diagrama mostra les poblacions més properes.